# Wormsi dóm

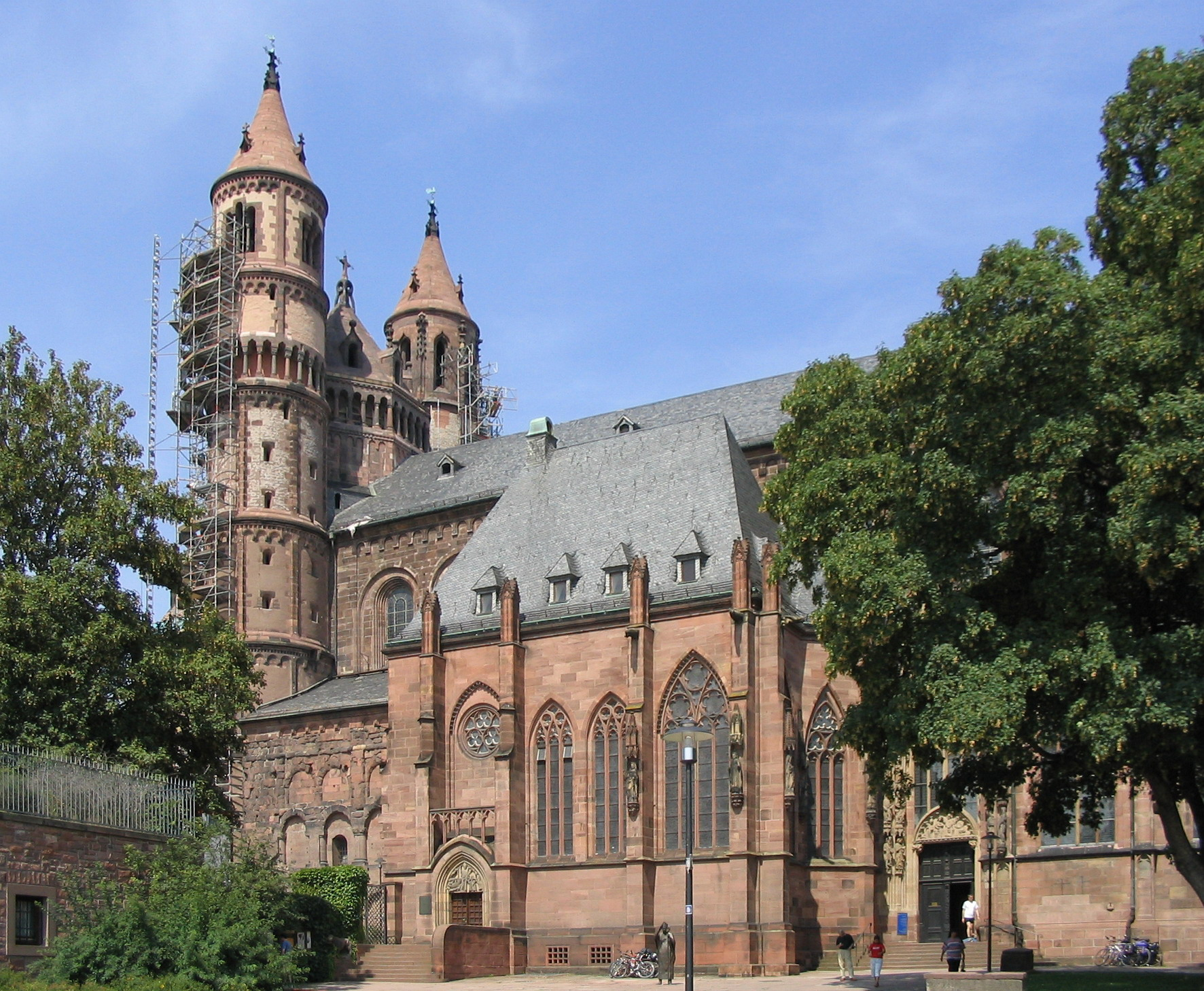
A déli oldal a Miklós-kápolnával

A Szent Péter-székesegyház (németül: Wormser Dom) egy római katolikus templom és egykori székesegyház Wormsban, Németország déli részén.

## Jelentősége
A wormsi dóm a város legmagasabb pontján épült, és a német romanika egyik legkiemelkedőbb alkotása. Mind ez az épület, mind a város maga, illetve annak 12. századi virágkora szorosan kapcsolódik Wormsi Burchard püspök nevéhez.
Több történelmi jelentőségű esemény kapcsolódik a dómhoz, így pl. IX. Leó pápa jelölése 1048-ban, a wormsi konkordátum 1122-ben, amellyel befejeződött az invesztitúraharc; II. Frigyes német-római császár esküvője Angliai Izabellával 1235-ben, a wormsi birodalmi gyűlés 1521-ben, amelynek során Luther Mártonnak kellett V. Károly császár kérdéseire választ adni, amelynek következménye újabb egyházszakadás volt.
A wormsi érsekség szekularizációjáig (1801–1802) a Szent Péter-dóm wormsi püspöki székhely és így katedrális is volt. Azóta a dóm katolikus plébániatemplom, amelyet megemlékezvén korábbi jelentőségére IX. Piusz pápa 1862-ben, majd XI. Piusz pápa 1925-ben basilica minor rangra emelt. Ez a pápai kitüntető cím tiszteletbeli jogokat is tartalmaz, és hangsúlyozza a templom jelentőségét.
A dómot 1130 és 1181 között építették, az építkezéssel párhuzamosan pedig lebontották a korábban itt álló, a 11. század első felében épült korai román bazilikát. A legújabb régészeti kutatások alapján elképzelhető, hogy a szentély és a kereszthajó építését már 1105-ben elkezdték.